# Europees kampioenschap ijshockey 1911
Het Europees kampioenschap ijshockey 1911 was een door de Ligue Internationale de Hockey sur Glace (LIHG) georganiseerd kampioenschap in het ijshockey. De 2e editie van het Europees kampioenschap vond plaats in het Duitse Berlijn van 15 tot 17 februari 1911.

## Resultaten
| Datum       | Wedstrijd                 | Uitslag |
| ----------- | ------------------------- | ------- |
| 15 februari | Bohemen - Zwitserland     | 13-0    |
| 15 februari | Duitse Rijk - Bohemen     | 1-4     |
| 16 februari | Duitse Rijk - België      | 6-0     |
| 16 februari | België - Zwitserland      | 5-4     |
| 17 februari | Bohemen - België          | 3-0     |
| 17 februari | Duitse Rijk - Zwitserland | 10-0    |

## Klassement
| #      | Team        | W - G - V | Pnt. | V-T  |
| ------ | ----------- | --------- | ---- | ---- |
| Goud   | Bohemen     | 3 - 0 - 0 | 6    | 20-1 |
| Zilver | Duitse Rijk | 2 - 0 - 1 | 4    | 17-4 |
| Brons  | België      | 1 - 0 - 2 | 2    | 5-13 |
| 4      | Zwitserland | 0 - 0 - 3 | 0    | 4-28 |